# 北苏里高省
北苏里高省，菲律賓華人称北樹里爻省或北殊里肴省，是菲律宾南部一省，属于卡拉加区。该省主要由菲律宾海中的两个岛屿：锡亚高岛、大布卡斯岛，以及棉兰老岛的东北角组成，与北阿古桑省和南苏里高省相邻，面积1972.9平方公里，人口485088人（2015年）。苏里高市为該省的首府。